# 張三謨
張三謨（1586年—1649年），字緯典，號日葵，山西太原府平定州人，明朝政治人物。

## 生平
性笃孝，母病，祝天愿以身代，及卒，庐墓三年，父卒亦如之，台使者旌其门。萬曆三十四年（1606年）丙午科山西鄉試舉人，天啟二年（1622年）壬戌科進士。初授行人，崇祯元年（1628年）擢福建道监察御史，二年（1629年）巡按福建，四年（1631年）正月巡视京营。有《直陳公論疏》，寻丁忧归。七年（1634年）补河南道御史，顺天巡按，九年（1636年）升掌河南道。寻降行人司左司副，十年（1637年）升司正，十一年（1638年）出为光禄寺丞，改大理寺丞，十三年（1640年）升大理寺左少卿，十四年（1641年）升顺天府府尹、大理寺卿。歷官有能声，在大理寺轻重出入，虽临以威不少动。弹劾权贵，抉摘隐微，而显设之情状具见，或譸张三謨为幻，亦口噤目张三謨不能出一语。廷推入閤，为忌者排陷，不果。后致政里居，闯贼至，聘为相，以死拒之，寻闻明亡，抑郁成疾卒，年六十四。妾郭氏，夫卒矢殉，嫡子慰止之，氏屏容饰，絶宴會，言动胥敛抑，全节而终。

## 家族
第三子张麟石，郡弟子员，任侠喜士，博学善古文詞，父卒，哀毁几绝，及葬，庐墓三年。